# Waterlandse Zeedijk

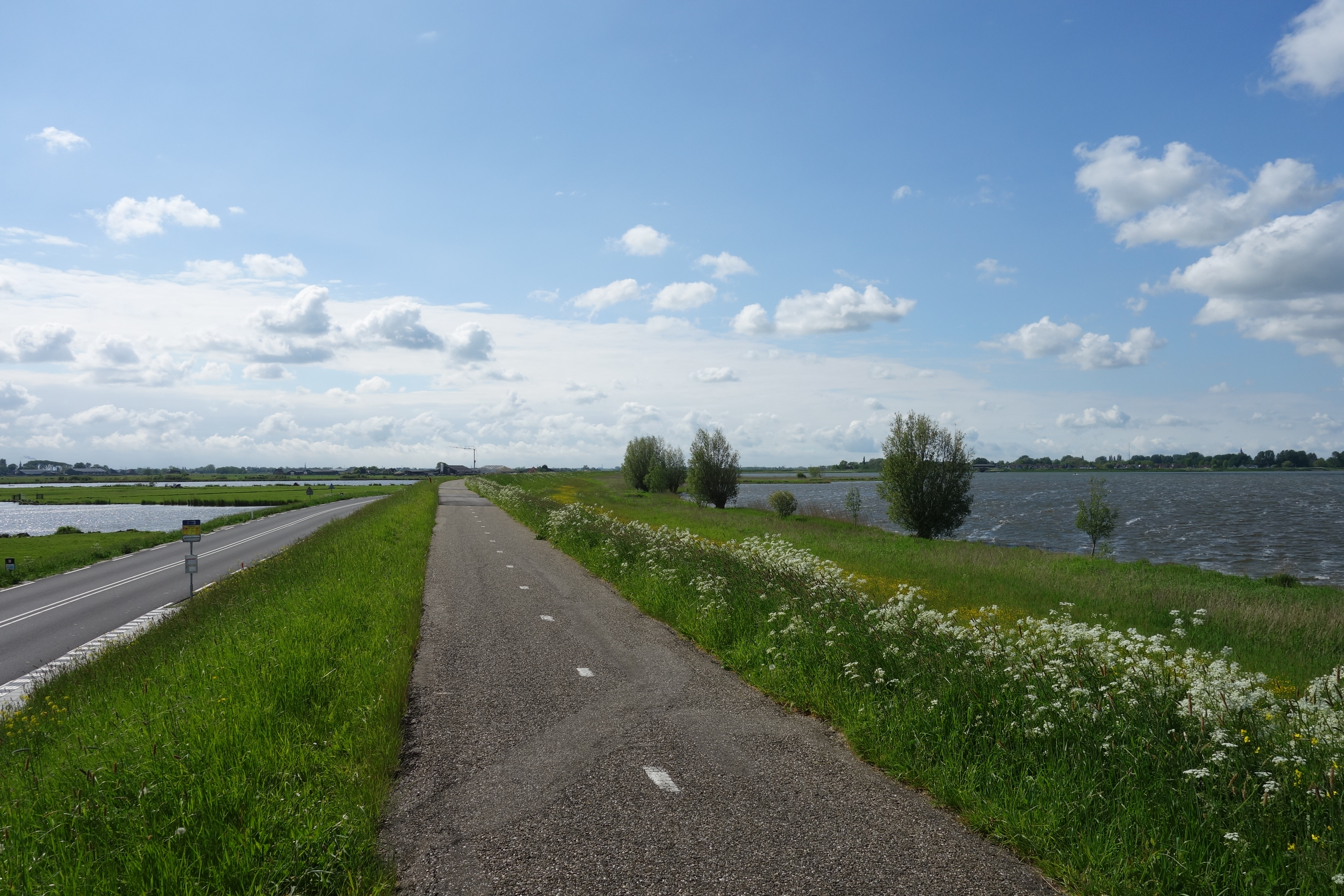
Waterlandse Zeedijk nabij Zuiderwoude

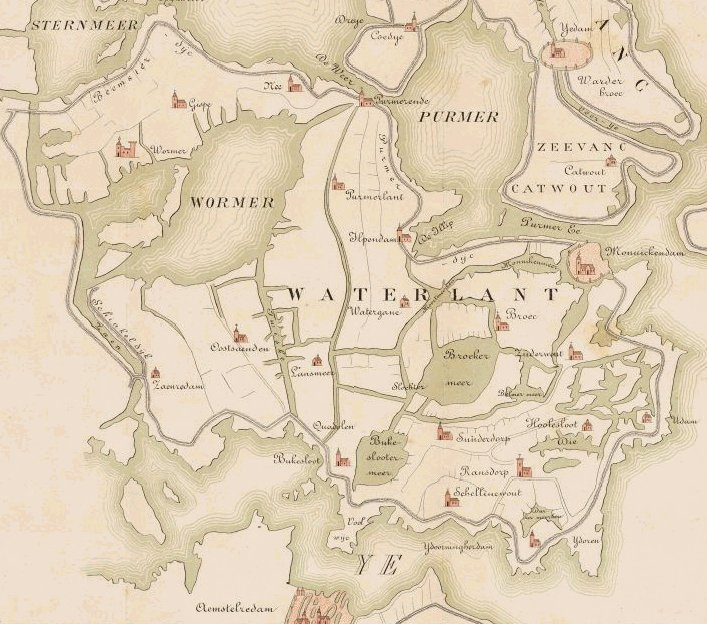
De situatie in Waterland in 1288: de Waterlandse Zeedijk omringt het Waterland, maar de binnenmeren ten noorden staan nog in open verbinding met de Zuiderzee

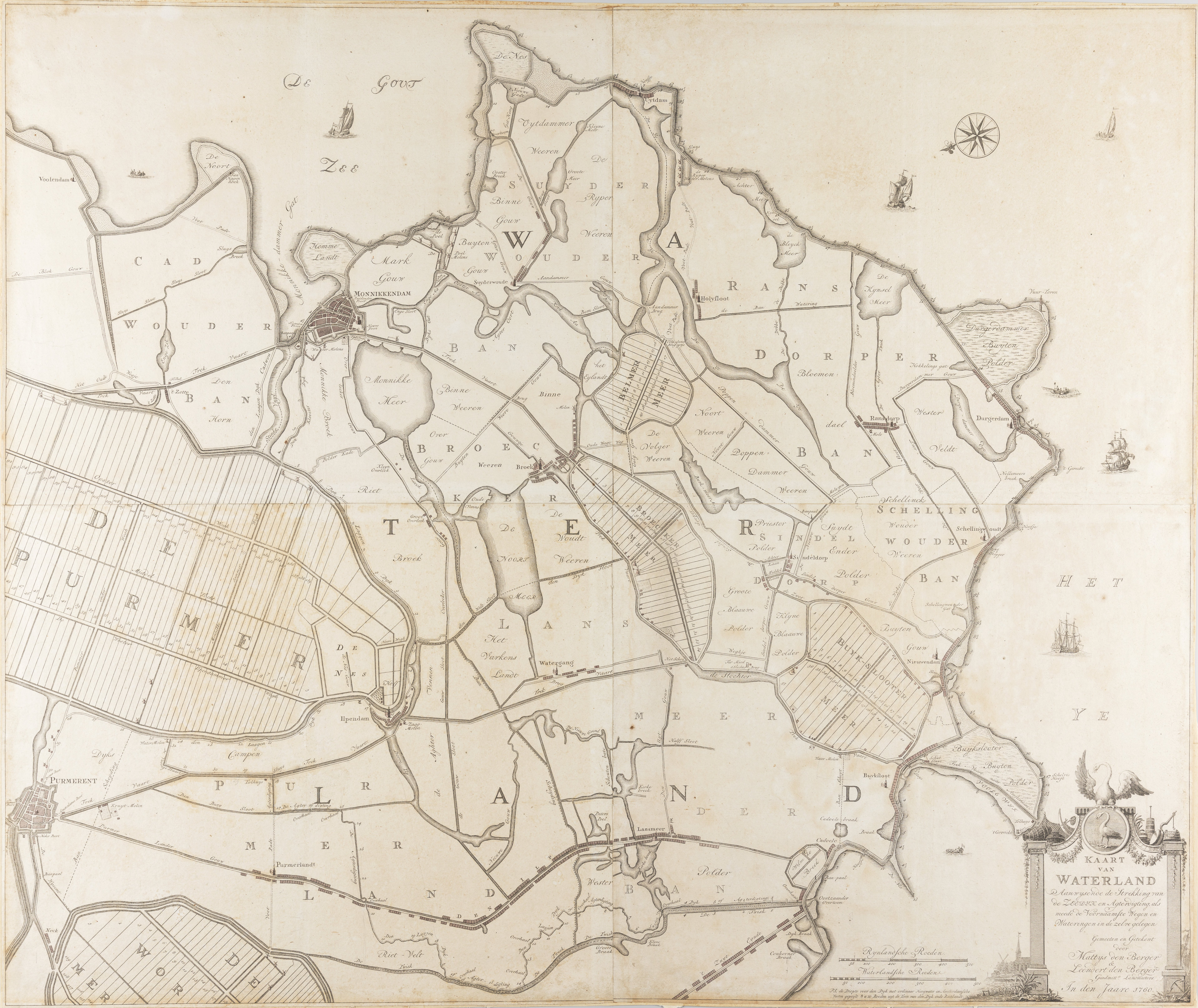
Waterland in 1760 (noorden links)

De Waterlandse Zeedijk is de dijk die in de middeleeuwen werd aangelegd om de regio Waterland te beschermen tegen het water van de Zuiderzee. Aan deze dijk, tegenwoordig gelegen langs het Markermeer en het IJ, liggen enkele dijkdorpen, zoals Uitdam, Durgerdam en Schellingwoude.

## Geschiedenis
Na de ontginningsperiode vanaf de 10e eeuw klonk het oorspronkelijk boven het zeeniveau gelegen veenland steeds verder in, waardoor bescherming tegen het opdringende water van de Zuiderzee noodzakelijk werd. Vanaf de 12e eeuw begon men met het opwerpen van lage kades die langzamerhand werden uitgebreid en opgehoogd. Bij (dreigend) landverlies moesten ook vaak inlaagdijken gemaakt worden.
Nadat het gebied in 1288 definitief onder het gezag van de Graaf van Holland was gebracht, werd het dijkonderhoud meer centraal georganiseerd en inmiddels was er ook sprake van een gesloten dijkring rond Waterland. De aan de Zuiderzee en de inmiddels tot zeearm uitgegroeide IJ grenzende dijk werd de Waterlandse Zeedijk genoemd.
Vele malen zou deze dijkring nog doorbreken (de laatste keer bij de Stormvloed van 1916), waarna het achterliggende land overstroomde, totdat de voltooiing van de Afsluitdijk de dijk in 1932 tot een secundaire dijk maakte. Maar sindsdien heeft de dijkring nog steeds als taak om het water van het niet meer rechtstreeks met de Noordzee in verbinding staande IJsselmeer te weren. Anno 2016 werden plannen opgesteld door het Hoogheemraadschap Hollands Noorderkwartier om de dijk toekomstbestendig te maken. Sinds 2021 wordt gewerkt aan de verhoging en versterking van de dijk tussen Durgerdam en Monnickendam.

## Route Waterlandse Zeedijk
De dijkdelen hebben verschillende (straat)namen:
(van noord naar zuid):
- (Waterlandse) Zeedijk, tussen Monnickendam en Uitdam
- Uitdammer Dorpsstraat,
- Uitdammerdijk, tussen Uitdam en Durgerdam

(van oost naar west):
- Durgerdammerdijk, van Durgerdam tot Schellingwoude
- Schellingwouderdijk, vanaf Ringweg A10 tot de Monnikendammerweg
- Nieuwendammerdijk, vanaf de Monnikendammerweg tot de Waddenweg
- Leeuwarderweg, vanaf de Waddenweg tot de Nieuwe Leeuwarderweg
- Buiksloterdijk, vanaf de Nieuwe Leeuwarderweg tot de Kadoelenweg
- Landsmeerderdijk, vanaf de Kadoelenweg tot het Zuideinde
- Oostzanerdijk, vanaf Zuideinde tot de gemeentegrens met Zaanstad

## Gemeentegrens
De Waterlandse Zeedijk was van 1877 (na de aanleg van het Noordzeekanaal) tot de annexatie van de voormalige Waterlandse gemeenten Buiksloot, Nieuwendam en Ransdorp in 1921 de noordelijke gemeentegrens van Amsterdam.

## Beschermd stadsgezicht
Op 3 maart 2014 is Amsterdam-Noord aangewezen als beschermd stadsgezicht. Naast de dijkdorpen langs de Waterlandse Zeedijk (Schellingwoude, Nieuwendam, Buiksloot en de lintbebouwing Oostzanerdijk) en Oud-Noord (Van der Pekbuurt en Vogelbuurt) met de strook langs het Noordhollandsch Kanaal, zijn ook de tuindorpen Nieuwendam, Buiksloot, Oostzaan, Disteldorp en Vogeldorp onderdeel van dit Rijksbeschermd stadsgezicht.